# Guénin de Vannes
Saint Guénin ou Saint Gwennin, est le dixième évêque du diocèse de Vannes au VIIe siècle. Selon le calendrier des saints bretons il est fêté le 19 août. Il donna son nom à la commune de Guénin dans le Morbihan.
Une chapelle Saint-Guénin (dite aussi chapelle Saint-Quirin) se trouve à Brech, mais le saint à laquelle elle est dédiée est incertain : saint Guénin ? saint Quirin ? un saint breton dénommé Quiry ou Kiri ? la divinité romaine Quirinus (le village de Saint-Guénin était habité à l'époque gallo-romaine) ?

## Sources
- Liste officielle des prélats du diocèse de Vannes de l'Église catholique Diocèse de Vannes Liste chronologique des Évêques de Vannes .
- (la) Jean-Barthélemy Hauréau, Gallia Christiana, vol. XIV Provincia Turonensi, Paris, Firmin-Didot, 1856, p. 916 Ecclesia Venentesis III S. Guenninus.